# Еліо Саля
Саля Еліо (також — Салла, Саліа, Сала, Саля, 30 квітня 1864, Мілан, Австрійська імперія — 10 січня 1920, Мілан, Королівство Італія) — італійський скульптор. Майстер декоративної скульптури і портретист, який з кінця XIX століття працював у Києві (разом з двома своїми братами — художником і ліпником).

## Життєпис
Народився 30 квітня 1864 у італійському (тоді австрійському) Мілані.
До Російської імперії потрапив у 2-й половині 1890-х років, коли був запрошений для виконання оздоблення великокняжого палацу у тодішній столиці Російської імперії Санкт-Петербурзі.
Невдовзі переїхав разом із двома братами до Києва. У Києві оздоблював найголовніші споруди, що зводилися в той час — Міський музей та костел на Новій Забудові.
Декорував фасади та леви при Сходах Дерні, музей українського образотворчого мистецтва (1897—1905), скульптури на новому костелі (1898–99).
Багато співпрацював із відомим архітектором В. В. Городецьким. Розпочалася їхня співпраця на спорудженні міського музею старожитностей і мистецтв (нині Національний художній музей, Грушевського, 6). Італієць виконав там фронтонну композицію, фігури левів при вході і грифонів на кутах будинку (1902). Потім Саля оздоблював споруджену за проектом того ж В. В. Городецького караїмську кенасу на Ярославовому Валу, 7 (тепер тут — Будинок актора). Та найбільше вражали сучасників скульптурні роботи Саля на Будинку з химерами (вул. Банкова, 10), який було споруджено за проектом архітектора В. В. Городецького. Як декоративні елементи він використовував зображення різних звірів (голови слонів, оленів, носорогів, гігантських жаб), риболовецьких сітей серед хвиль, виконані з цементу. Дотепер у нижній частині скульптури «Двобій орла із пантерою» зберігається автограф скульптора: «E. Sala 1902».
Крім того, оздоблював будинок Державного банку, тепер Національного банку України (1902—1905), декори караїмської кенаси; йому ж належить портрет дівчини (1903-05, мармур).
Оздоблював Миколаївський костел (вул. Велика Васильківська, 75), головний корпус Київського політехнічного інституту, будинок Міського театру (нині — Національна опера України), Костел Воздвиження Святого Хреста у Фастові та інші.
Водночас із творчою діяльністю працював викладачем скульптури у Художньому училищі та викладав у 1-му Комерційному училищі.
1914 року залишив Київ. Помер 1920 року у передмісті Мілана.

## Київські адреси
У різний час мешкав на вулиці Єлизаветинській, 8 (тепер Липська), у готелі «Європа» на Хрещатику, 2 та на Володимирській, 17.

## Галерея

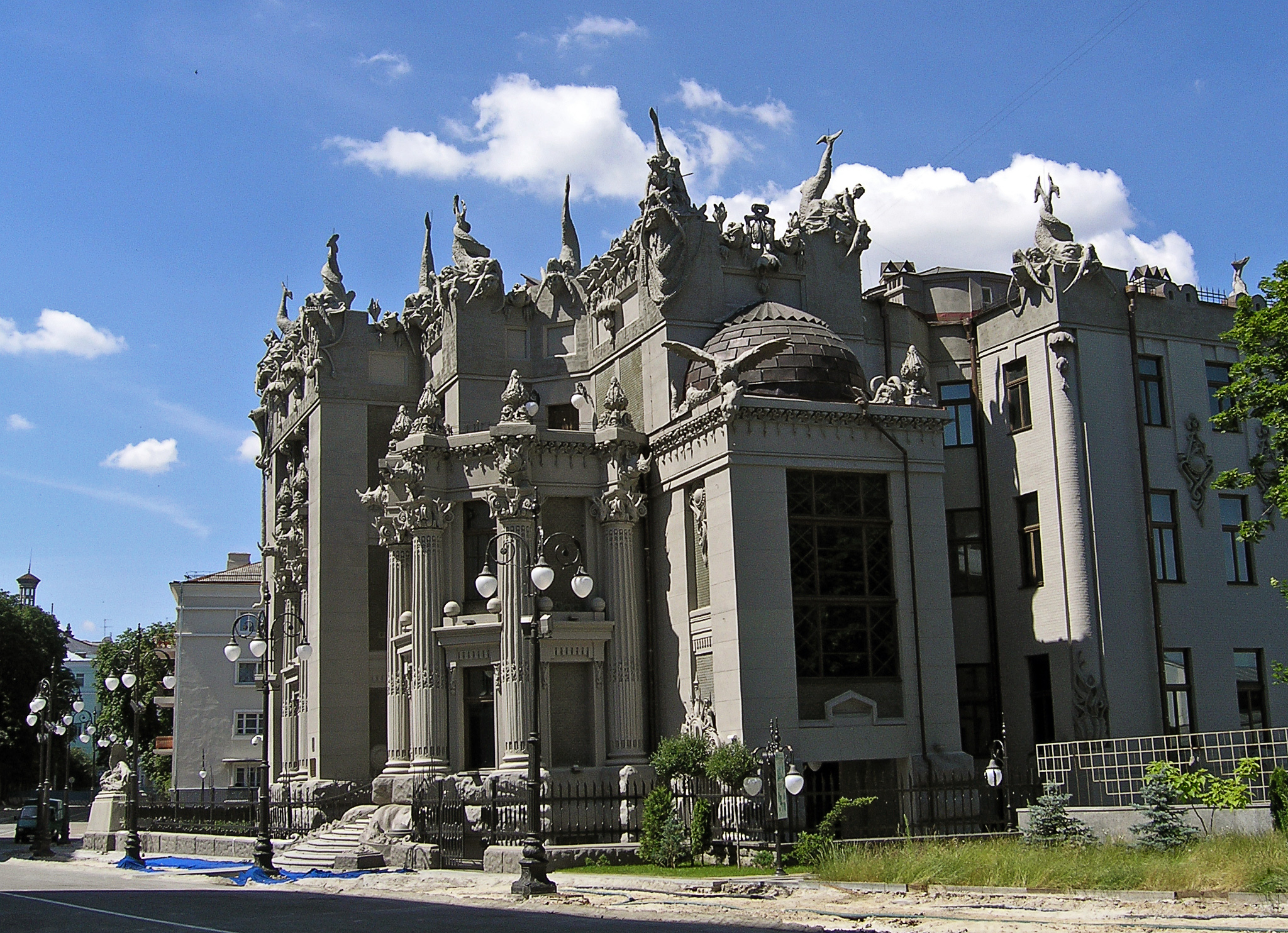
Київ. Будинок з хімерами, декоративна скульптура
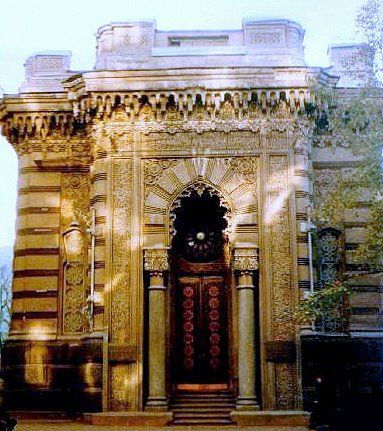
Кенаса в Києві, декор
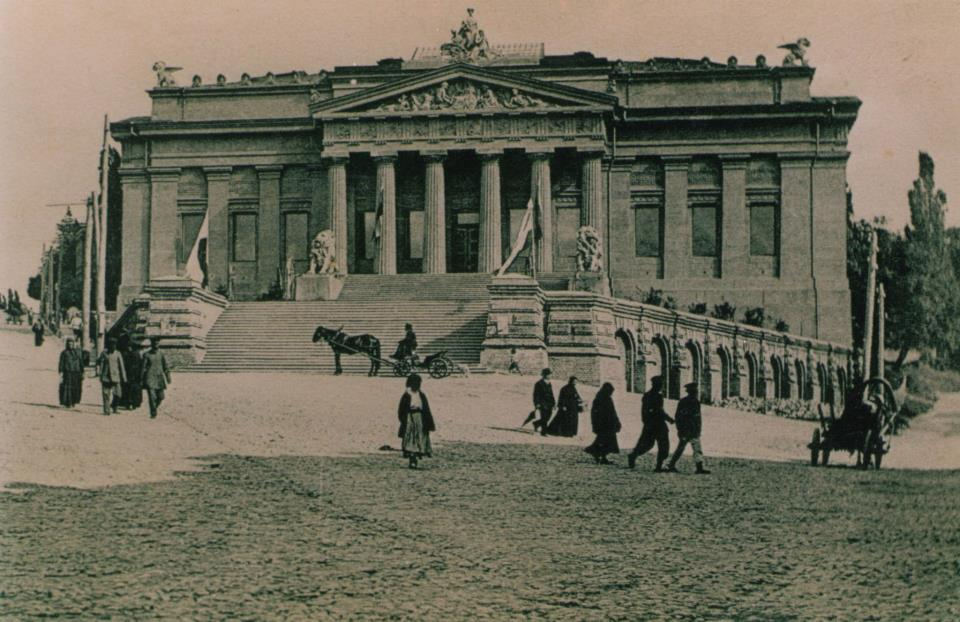
Музей старожитностей та мистецтв. Київ, 1904
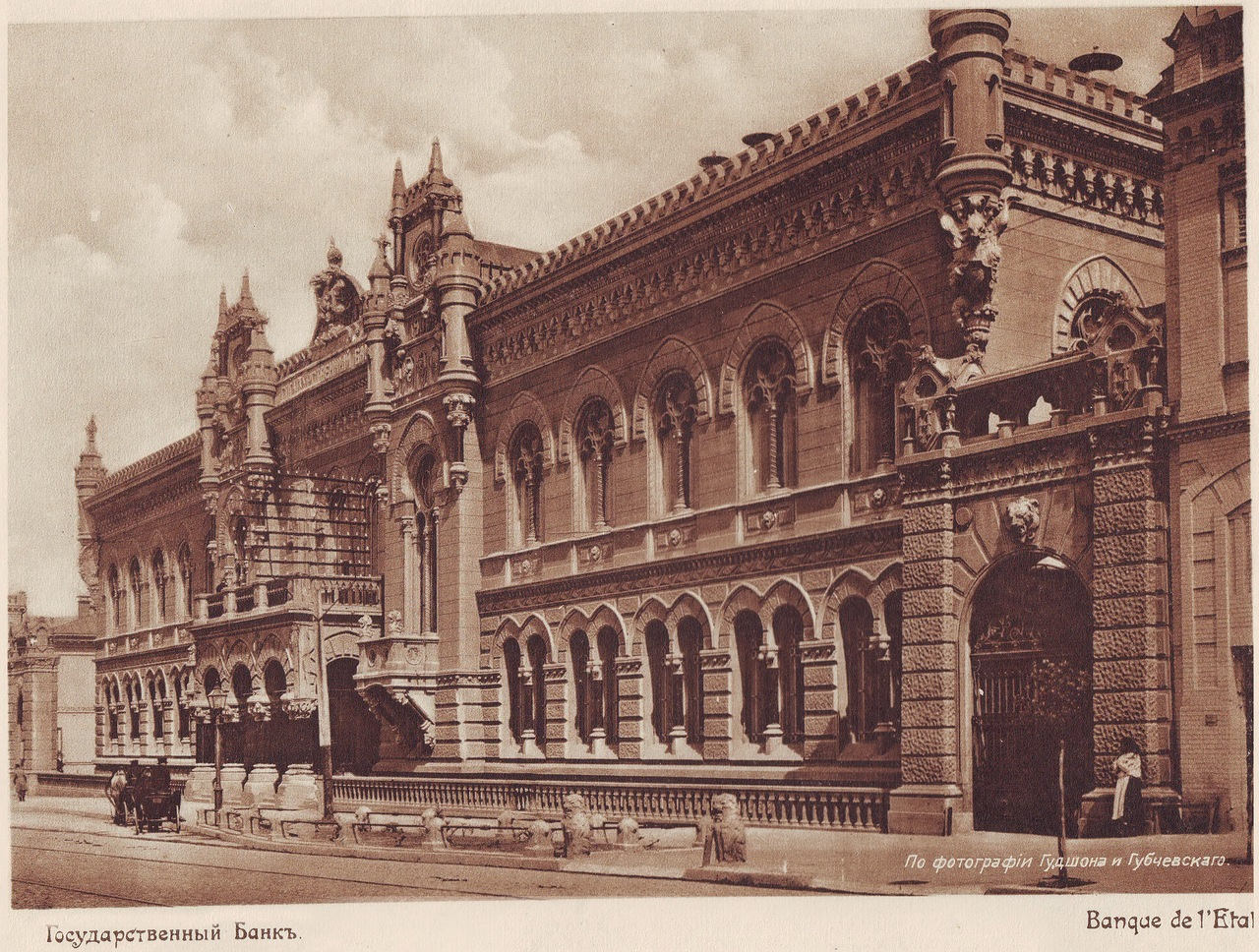
Будинок Державного банку, 1911 рік
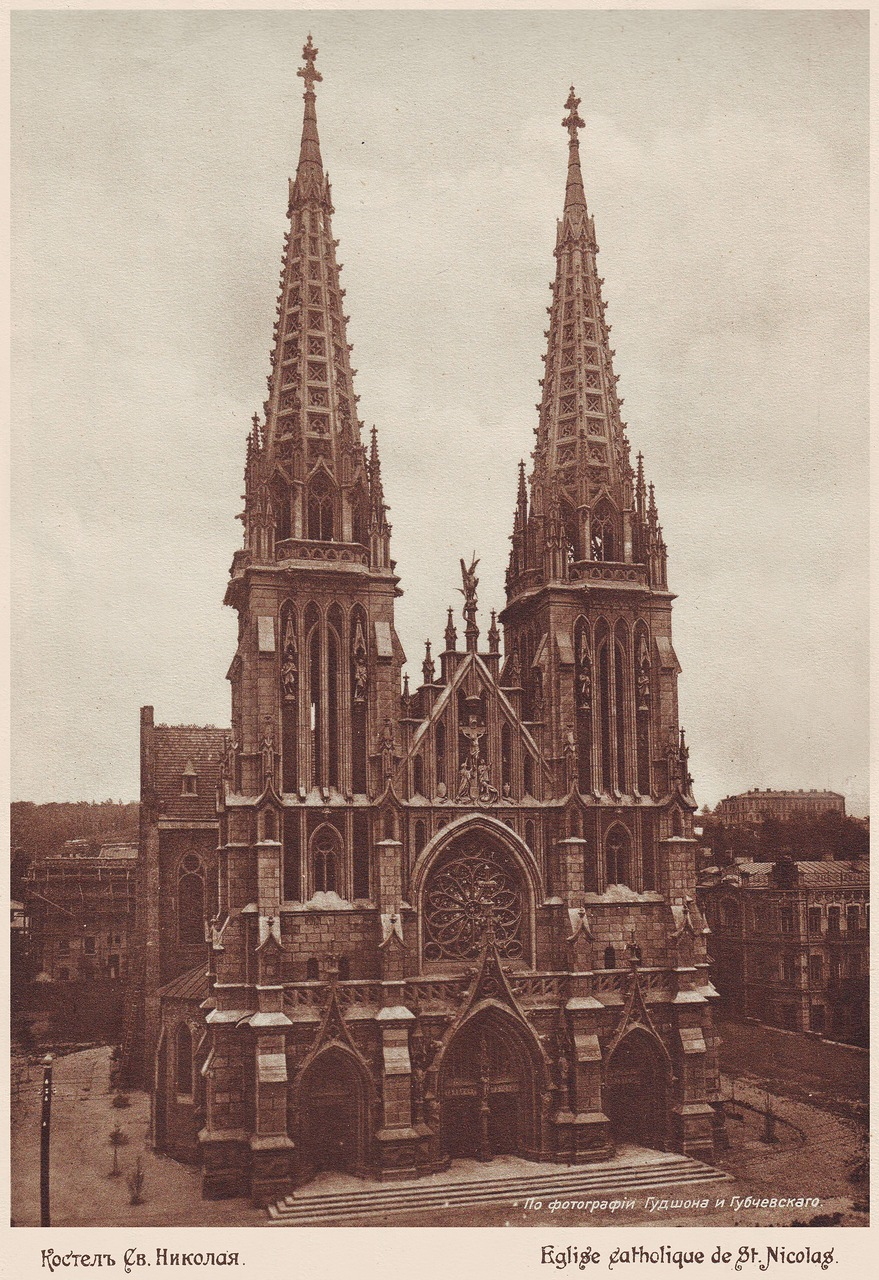
Костел святого Миколая, 1911 рік
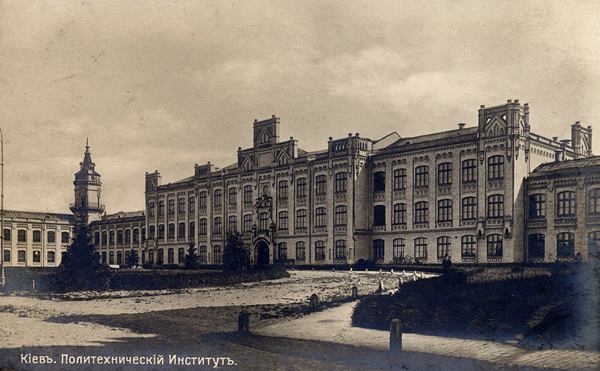
Листівка XX ст. на якій зображений головний корпус КПІ
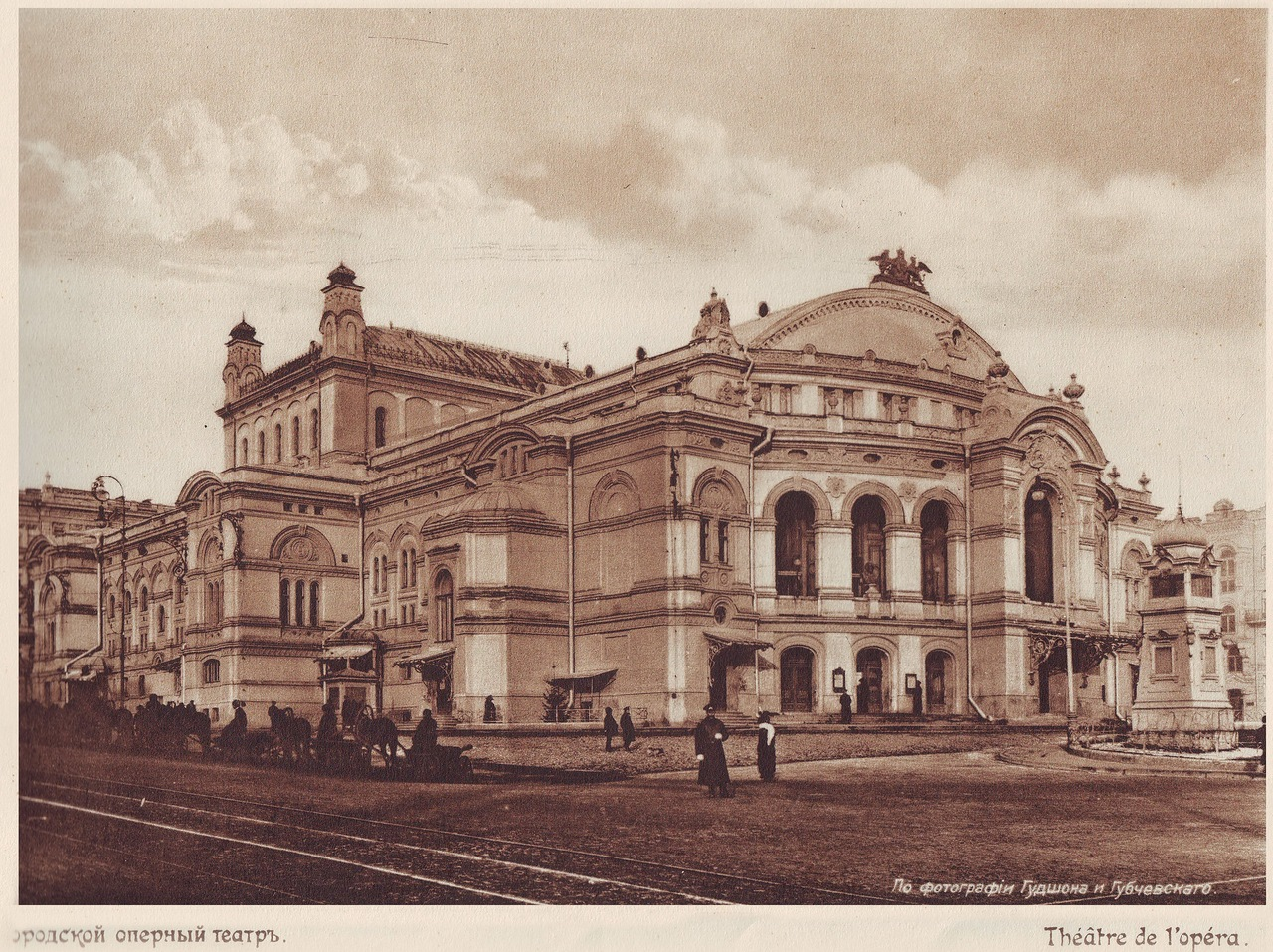
Київський міський оперний театр, 1911
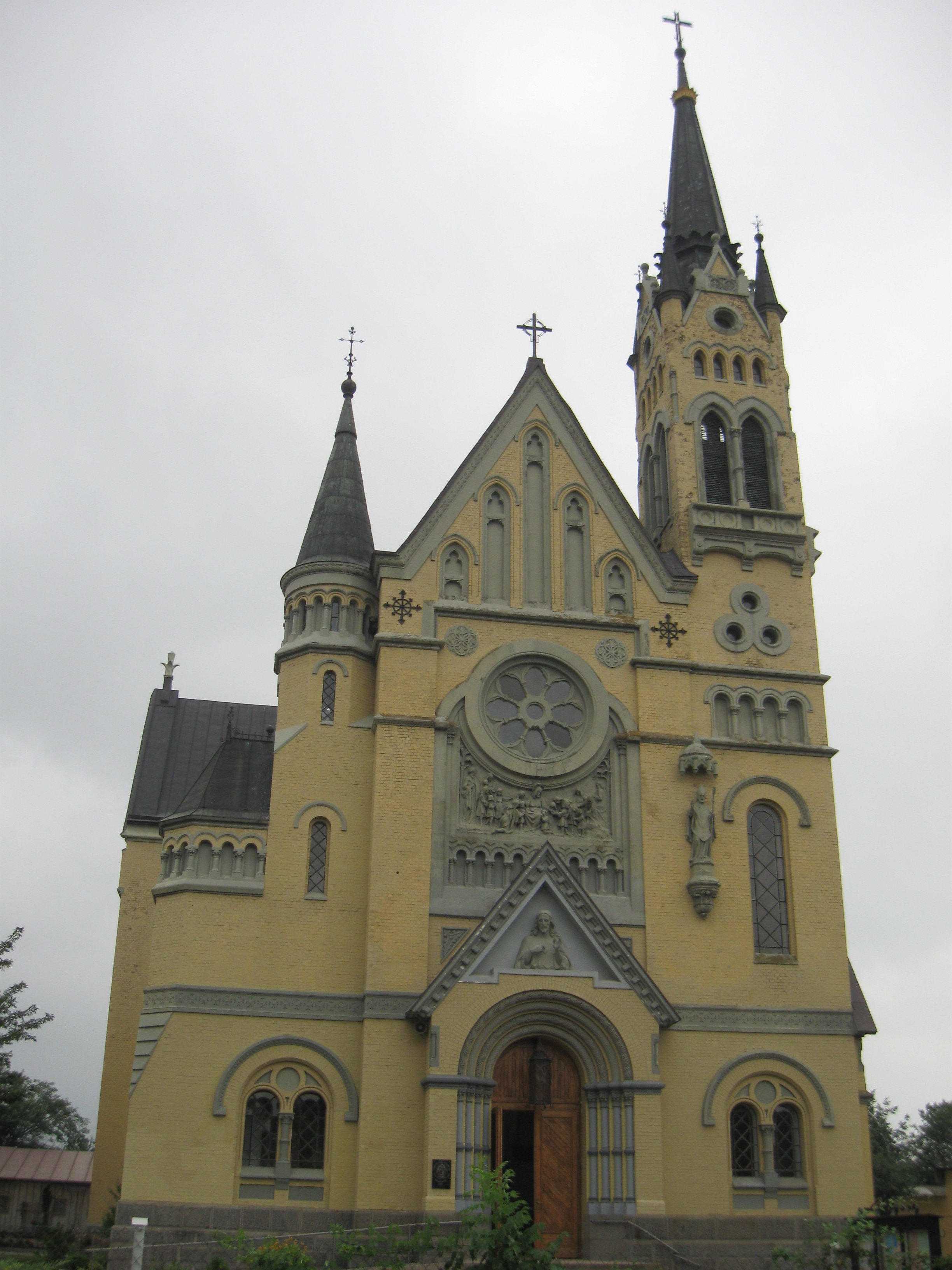
Костел Воздвиження Святого Хреста (Фастів)